# Rinyabesenyő
Rinyabesenyő là một thị trấn thuộc hạt Somogy, Hungary. Thị trấn này có diện tích 28,63 km², dân số năm 2010 là 162 người, mật độ 6 người/km².